# Ateistisk Selskab
Ateistisk Selskab (tidl. Dansk Ateistisk Selskab) er en dansk forening for ikke-troende. Foreningen blev stiftet i 2002, og fik navnet i Ateistisk Selskab i 2006. Medlemmerne skal ifølge foreningens vedtægter både være ateister og areligiøse. Foreningen arbejder bl.a. for politisk lighed for idéer og livssyn ved en total adskillelse af religion og stat, og udbredelsen af et naturalistisk verdensbillede, der bygger på kritisk tænkning og den videnskabelige metode.

## Kampagne for udmeldelse af folkekirken
Ateistisk Selskab startede i marts 2016 en onlineservice for at hjælpe medlemmer af folkekirken til at melde sig ud. Kampagnen bestod af hjemmesiden www.udmeldelse.dk og videoer på sociale medier, og fik en del medieopmærksomhed.
Kampagnen blev kritiseret af repræsentanter fra folkekirken. Således udtalte domprovst i Viborg Stift Thomas Frank at der er tale om destruktiv og ødelæggende mobning over for folkekirken. Han brugte også ord som "hetz", "ynkværdig" og "dybt asocialt". Thomas Frank mente at man burde opfordre til dialog i stedet for at fokusere på hurtige og nemme løsninger. Anders Stjernholm, som var talsmand for Ateistisk Selskab, afviste kritikken som han kaldte underlødig. Anders Stjernholm fremhævede at valget om medlemskab ofte er truffet af medlemmernes forældre, og at foreningen ikke ønsker at provokere med sin kampagne. Religionshistoriker Jens-André Herbener har sagt at kritikken "svarer til at beskylde en mus for at mobbe en flok elefanter". Han påpeger at danske stat giver folkekirken positiv særbehandling, og at magtens pris er kritik.
Efter 4 måneder var tjenesten blevet brugt 10.000 gange. Per januar 2024 har over 53.000 benyttet sig af hjemmesiden.

## Formand
- Anders Stjernholm[7]